# Груновка
Груновка (укр. Грунівка) — село,
Сенновский сельский совет,
Краснопольский район,
Сумская область,
Украина.
Код КОАТУУ — 5922385804. Население по переписи 2001 года составляло 160 человек .

## Географическое положение
Село Груновка находится на левом берегу реки Псел,
выше по течению на расстоянии в 3 км расположено село Великая Рыбица,
ниже по течению на расстоянии в 2,5 км расположено село Бариловка,
на противоположном берегу — село Могрица (Сумский район).